# Mona Simpson
Mona Penelope Simpson (nascida Olsen) é uma personagem fictícia da série de desenho animado The Simpsons. Ela foi dublada por diversas atrizes como Maggie Roswell, Tress MacNeill, Pamela Hayden e Glenn Close, que teve suas performances como Mona bem recebidas pela crítica e foi nomeada uma das 25 melhores aparições especiais no programa pela IGN.
Mona é a ex-esposa de Abraham Simpson e mãe de Homer Simpson. Homer acreditava que sua mãe estava morta, uma mentira contada por seu pai enquanto ela estava foragida da justiça. Mona fez sua primeira aparição em uma retrospectiva no episódio "Oh Brother, Where Art Thou?". Ela retornou na sétima temporada da série, quando fez sua primeira aparição principal no episódio "Mother Simpson". Mona também teve uma aparição importante no episódio "My Mother the Carjacker", só aparecendo novamente na décima nona temporada, quando, no episódio "Mona Leaves-a", ela morre. Uma versão em sonho dela aparece na vigésima terceira temporada no episódio "How I Wet Your Mother", baseado no filme Inception. No episódio "Let's Go Fly a Coot", é revelado que ela conheceu Abe quando era garçonete de um bar e ele quebrou a barreira do som para impressioná-la.
O nome da personagem veio da ex-esposa de Richard Appel, Mona Simpson, também escritora. Já a inspiração para o personagem veio de Bernardine Dohrn, líder da organização Weather Underground.

## Aparições
Muitos detalhes da vida de Mona são desconhecidos, todavia muitas partes de sua história foram reveladas. A personagem foi primeiramente mencionada na primeira temporada da série, quando fez duas breves aparições em flashbacks, contudo sua primeira aparição como personagem principal só ocorreu no episódio "Mother Simpson". No episódio, é revelado que nos anos 60, ela era uma dona-de-casa que vivia com seu marido, Abraham Simpson, e seu filho, Homer, que na época era uma criança. Ela se juntou ao movimento hippie após ver o longo cabelo de Joe Namath durante o Super Bowl III, o que despertou sua crença no movimento.
Mona logo tornou-se uma ativista política, e em uma ocasião, ela e um grupo de outros ativistas entraram no laboratório de Montgomery Burns e destruíram experimentos relacionados a guerra biológica, durante protestos contra pesquisas com germes. Sua gangue escapou, contudo Mona ficou e ajudou Burns, que se machucara. Contudo ele a ameaçou. Desde aquela noite, ela é forçada a deixar sua família. Tentando confortar seu filho, Abraham mente e diz que Mona havia falecido enquanto ele estava no cinema.
Por 27 anos, Homer presumiu que sua mãe estava morta. Ele acidentalmente encontra-se com ela quando ela foi visitar seu falso túmulo, após ele fingir sua própria morte para conseguir um dia de folga no trabalho. Radiante com o encontro, ele a leva até sua casa para conhecer sua família.